# Wang Jianxun
Wang Jianxun (chiń. 王建勳; ur. 14 listopada 1981) – chiński skoczek narciarski, reprezentant klubu SC Jilin. Olimpijczyk (2006), uczestnik mistrzostw świata (2005) oraz uniwersjady (2005, 2007 i 2009). Medalista chińskich igrzysk zimowych.

## Przebieg kariery
W grudniu 2003 zadebiutował w Pucharze Kontynentalnym, zajmując 59. miejsce w Lillehammer. Pierwsze i jedyne punkty tego cyklu zdobył w styczniu 2004, za zajęcie 23. lokaty w Braunlage. 15 lutego 2004 zadebiutował w konkursie drużynowym Pucharu Świata w Willingen, w którym zajął razem z reprezentacją Chin ostatnie 12. miejsce. W styczniu 2005 wystartował na zimowej uniwersjadzie, gdzie zajął 40. miejsce na skoczni normalnej, 43. na dużej oraz 10. w konkursie drużynowym. W lutym 2005 wystartował na mistrzostwach świata – odpadł w kwalifikacjach do obu konkursów indywidualnych, a w zmaganiach drużynowych zajął 15. pozycję zarówno na skoczni normalnej jak i dużej. W lutym 2006 wziął udział w konkursie drużynowym zimowych igrzyskach olimpijskich, w którym zajął z reprezentacją Chin ostatnią 16. lokatę. W styczniu 2007 po raz drugi wystartował na zimowej uniwersjadzie, gdzie zajął 47. miejsce na skoczni normalnej, 43. na dużej oraz 11. w zmaganiach zespołowych. W międzynarodowych zawodach po raz ostatni startował w lutym 2009 podczas zimowej uniwersjadzie w Yabuli.
Zdobywał medale na chińskich igrzysk zimowych w 2008 roku – złoty drużynowo oraz brązowy indywidualnie.

## Igrzyska olimpijskie

### Drużynowo
| 2006 Turyn/Pragelato | – | 16. miejsce |

### Starty W. Jianxuna na igrzyskach olimpijskich – szczegółowo
| Miejsce | Dzień     | Rok  | Miejscowość | Skocznia           | Punkt K | HS     | Konkurs | Skok 1 | Skok 2 | Nota                 | Strata    | Zwycięzca |
| ------- | --------- | ---- | ----------- | ------------------ | ------- | ------ | ------- | ------ | ------ | -------------------- | --------- | --------- |
| 16.     | 20 lutego | 2006 | Pragelato   | Trampolino a Monte | K-125   | HS-140 | druż.   | 94,5 m | –      | 206,1 pkt (50,1 pkt) | 777,9 pkt | Austria   |

## Mistrzostwa świata

### Indywidualnie
| 2005 Oberstdorf | – | nie zakwalifikował się (K-90), nie zakwalifikował się (K-120) |

### Drużynowo
| 2005 Oberstdorf | – | 14. miejsce (K-90), 14. miejsce (K-120) |

### Starty W. Jianxuna na mistrzostwach świata – szczegółowo
| Miejsce | Dzień     | Rok  | Miejscowość | Skocznia            | Punkt K | HS     | Konkurs  | Skok 1  | Skok 2  | Nota                 | Strata                  | Zwycięzca               |
| ------- | --------- | ---- | ----------- | ------------------- | ------- | ------ | -------- | ------- | ------- | -------------------- | ----------------------- | ----------------------- |
| NQ      | 19 lutego | 2005 | Oberstdorf  | Schattenbergschanze | K-90    | HS-100 | indywid. | 76,5 m  | 76,5 m  | 81,0 pkt             | Nie zakwalifikował się. | Nie zakwalifikował się. |
| 14.     | 20 lutego | 2005 | Oberstdorf  | Schattenbergschanze | K-90    | HS-100 | druż.    | 73,0 m  | –       | 373,5 pkt (74,5 pkt) | 597,0 pkt               | Austria                 |
| NQ      | 25 lutego | 2005 | Oberstdorf  | Schattenbergschanze | K-120   | HS-137 | indywid. | 100,5 m | 100,5 m | 71,4 pkt             | Nie zakwalifikował się. | Nie zakwalifikował się. |
| 14.     | 26 lutego | 2005 | Oberstdorf  | Schattenbergschanze | K-120   | HS-137 | druż.    | 89,0 m  | –       | 190,9 pkt (45,7 pkt) | 946,4 pkt               | Austria                 |

## Uniwersjada

### Indywidualnie
| 2005 Innsbruck/Seefeld | – | 40. miejsce (K-90), 43. miejsce (K-120) |
| 2007 Turyn/Pragelato   | – | 47. miejsce (K-95), 43. miejsce (K-125) |
| 2009 Harbin/Yabuli     | – | 36. miejsce (K-90), 35. miejsce (K-125) |

### Drużynowo
| 2005 Innsbruck/Seefeld | – | 10. miejsce |
| 2007 Turyn/Pragelato   | – | 11. miejsce |
| 2009 Harbin/Yabuli     | – | 10. miejsce |

### Starty W. Jianxuna na uniwersjadzie – szczegółowo
| Miejsce | Dzień       | Rok  | Miejscowość | Skocznia                   | Punkt K | HS     | Konkurs  | Skok 1  | Skok 2 | Nota                  | Strata    | Zwycięzca         |
| ------- | ----------- | ---- | ----------- | -------------------------- | ------- | ------ | -------- | ------- | ------ | --------------------- | --------- | ----------------- |
| 40.     | 13 stycznia | 2005 | Seefeld     | Toni-Seelos-Olympiaschanze | K-90    | HS-100 | indywid. | 78,5 m  | –      | 84,5 pkt              | 167,5 pkt | Manuel Fettner    |
| 10.     | 14 stycznia | 2005 | Seefeld     | Toni-Seelos-Olympiaschanze | K-90    | HS-100 | druż.    | 80,5 m  | 82,0 m | 615,5 pkt (184,0 pkt) | 132,5 pkt | Słowenia          |
| 43.     | 19 stycznia | 2005 | Innsbruck   | Bergisel                   | K-120   | HS-130 | indywid. | 93,5 m  | –      | 58,3 pkt              | 193,9 pkt | Manuel Fettner    |
| 47.     | 19 stycznia | 2007 | Pragelato   | Trampolino a Monte         | K-95    | HS-106 | indywid. | 86,5 m  | 81,5 m | 172,0 pkt             | 93,5 pkt  | Dmitrij Ipatow    |
| 11.     | 20 stycznia | 2007 | Pragelato   | Trampolino a Monte         | K-95    | HS-106 | druż.    | 79,0 m  | 86,0 m | 517,0 pkt (166,0 pkt) | 200,0 pkt | Austria           |
| 43.     | 22 stycznia | 2007 | Pragelato   | Trampolino a Monte         | K-125   | HS-140 | indywid. | 107,5 m | –      | 77,0 pkt              | 200,2 pkt | Dienis Korniłow   |
| 36.     | 21 lutego   | 2009 | Yabuli      | Dragon Hill                | K-90    | HS-100 | indywid. | 72,0 m  | 73,5 m | 120,0 pkt             | 141,0 pkt | Kim Hyun-ki       |
| 35      | 23 lutego   | 2009 | Yabuli      | Dragon Hill                | K-125   | HS-140 | indywid. | 100,0 m | 78,5 m | 78,8 pkt              | 169,0 pkt | David Unterberger |
| 10.     | 25 lutego   | 2009 | Yabuli      | Dragon Hill                | K-90    | HS-100 | druż.    | 66,5 m  | 77,5 m | 392,5 pkt (137,0 pkt) | 334,0 pkt | Korea Południowa  |

## Puchar Świata

### Miejsca w poszczególnych konkursach indywidualnych Pucharu Świata
| Źródło | Źródło | Źródło    | Źródło    | Źródło    | Źródło     | Źródło                 | Źródło    | Źródło        | Źródło                 | Źródło    | Źródło        | Źródło    | Źródło          | Źródło          | Źródło   | Źródło     | Źródło    | Źródło    | Źródło  | Źródło  | Źródło      | Źródło | Źródło | Źródło      | Źródło | Źródło  | Źródło  | Źródło | Źródło | Źródło | Źródło | Źródło | Źródło | Źródło | Źródło | Źródło | Źródło | Źródło | Źródło | Źródło | Źródło | Źródło | Źródło | Źródło | Źródło | Źródło | Źródło | Źródło | Źródło |
| --- | ------ | --------- | --------- | --------- | ---------- | ---------------------- | --------- | ------------- | ---------------------- | --------- | ------------- | --------- | --------------- | --------------- | -------- | ---------- | --------- | --------- | ------- | ------- | ----------- | ------ | ------ | ----------- | ------ | ------- | ------- | ------ | ------ | ------ | ------ | ------ | ------ | ------ | ------ | ------ | ------ | ------ | ------ | ------ | ------ | ------ | ------ | ------ | ------ | ------ | ------ | ------ | ------ |
| Sezon 2003/2004 |        |           |           |           |            |                        |           |               |                        |           |               |           |                 |                 |          |            |           |           |         |         |             |        |        |             |        |         |         |        |        |        |        |        |        |        |        |        |        |        |        |        |        |        |        |        |        |        |        |        |        |
| Ruka | Ruka   | Trondheim | Neustadt  | Engelberg | Oberstdorf | Garmisch-Partenkirchen | Innsbruck | Bischofshofen | Liberec                | Liberec   | Zakopane      | Zakopane  | Hakuba          | Sapporo         | Sapporo  | Oberstdorf | Willingen | Park City | Lahti   | Kuopio  | Lillehammer | Oslo   | punkty | punkty      | punkty | punkty  | punkty  | punkty | punkty | punkty | punkty |        |        |        |        |        |        |        |        |        |        |        |        |        |        |        |        |        |        |
| - | -      | -         | -         | -         | -          | -                      | -         | -             | -                      | -         | -             | -         | -               | -               | -        | -          | q         | -         | -       | -       | -           | -      | 0      | 0           | 0      | 0       | 0       | 0      | 0      | 0      | 0      |        |        |        |        |        |        |        |        |        |        |        |        |        |        |        |        |        |        |
| Sezon 2004/2005 |        |           |           |           |            |                        |           |               |                        |           |               |           |                 |                 |          |            |           |           |         |         |             |        |        |             |        |         |         |        |        |        |        |        |        |        |        |        |        |        |        |        |        |        |        |        |        |        |        |        |        |
| Ruka | Ruka   | Trondheim | Trondheim | Harrachov | Harrachov  | Engelberg              | Engelberg | Oberstdorf    | Garmisch-Partenkirchen | Innsbruck | Bischofshofen | Willingen | Bad Mitterndorf | Bad Mitterndorf | Neustadt | Neustadt   | Zakopane  | Zakopane  | Sapporo | Sapporo | Pragelato   | Lahti  | Kuopio | Lillehammer | Oslo   | Planica | Planica | punkty |        |        |        |        |        |        |        |        |        |        |        |        |        |        |        |        |        |        |        |        |        |
| - | -      | -         | -         | -         | -          | -                      | -         | -             | -                      | -         | q             | -         | -               | -               | -        | -          | -         | -         | -       | -       | -           | -      | -      | -           | -      | -       | -       | 0      |        |        |        |        |        |        |        |        |        |        |        |        |        |        |        |        |        |        |        |        |        |
| Legenda |        |           |           |           |            |                        |           |               |                        |           |               |           |                 |                 |          |            |           |           |         |         |             |        |        |             |        |         |         |        |        |        |        |        |        |        |        |        |        |        |        |        |        |        |        |        |        |        |        |        |        |
| 1 2 3 4-10 11-30 poniżej 30 dq – dyskwalifikacja q – dyskwalifikacja w kwalifikacjach q – zawodnik nie zakwalifikował się - – zawodnik nie wystartował |        |           |           |           |            |                        |           |               |                        |           |               |           |                 |                 |          |            |           |           |         |         |             |        |        |             |        |         |         |        |        |        |        |        |        |        |        |        |        |        |        |        |        |        |        |        |        |        |        |        |        |

### Miejsca w poszczególnych konkursach drużynowych Pucharu Świata
| Źródło                                           | Źródło          | Źródło          | Źródło          | Źródło          | Źródło          | Źródło          | Źródło          | Źródło         | Źródło     |
| ------------------------------------------------ | --------------- | --------------- | --------------- | --------------- | --------------- | --------------- | --------------- | -------------- | ---------- |
| Sezon 2003/2004                                  | Sezon 2003/2004 | Sezon 2003/2004 | Sezon 2003/2004 | Sezon 2003/2004 | Sezon 2003/2004 | Sezon 2003/2004 | Sezon 2003/2004 | Willingen K130 | Lahti K116 |
| Sezon 2003/2004                                  | Sezon 2003/2004 | Sezon 2003/2004 | Sezon 2003/2004 | Sezon 2003/2004 | Sezon 2003/2004 | Sezon 2003/2004 | Sezon 2003/2004 | 12             | -          |
| Legenda                                          |                 |                 |                 |                 |                 |                 |                 |                |            |
| 1 2 3 4-8 poniżej 8 - – zawodnik nie wystartował |                 |                 |                 |                 |                 |                 |                 |                |            |

## Puchar Kontynentalny

### Miejsca w klasyfikacji generalnej
| Sezon     | Miejsce |
| --------- | ------- |
| 2003/2004 | 115.    |

### Miejsca w poszczególnych konkursachPucharu Kontynentalnego
| Sezon 2003/2004                                                               |             |              |              |           |           |              |           |           |         |               |                  |                  |           |            |               |               |          |          |               |               |            |            |           |               |               |               |           |           |          |        |        |        |        |        |        |        |        |        |        |        |        |        |        |        |        |        |        |        |        |        |        |        |        |        |        |        |        |        |        |        |        |        |        |        |        |        |        |        |        |
| Lillehammer                                                                   | Lillehammer | Sankt Moritz | Engelberg    | Seefeld   | Planica   | Planica      | Sapporo   | Sapporo   | Sapporo | Bischofshofen | Bischofshofen    | Braunlage        | Braunlage | Brotterode | Brotterode    | Zakopane      | Westby   | Westby   | Iron Mountain | Iron Mountain | Kuopio     | Kuopio     | Vikersund | Vikersund     | punkty        | punkty        | punkty    | punkty    | punkty   | punkty | punkty | punkty | punkty | punkty | punkty | punkty | punkty | punkty | punkty | punkty | punkty | punkty | punkty | punkty | punkty | punkty | punkty | punkty | punkty | punkty | punkty | punkty | punkty | punkty | punkty | punkty | punkty | punkty | punkty | punkty | punkty | punkty | punkty | punkty |        |        |        |        |        |
| 59                                                                            | 59          | 64           | 63           | 74        | -         | -            | -         | -         | -       | 67            | 48               | 37               | 23        | 65         | 46            | -             | -        | -        | -             | -             | 68         | 71         | -         | -             | 8             | 8             | 8         | 8         | 8        | 8      | 8      | 8      | 8      | 8      | 8      | 8      | 8      | 8      | 8      | 8      | 8      | 8      | 8      | 8      | 8      | 8      | 8      | 8      | 8      | 8      | 8      | 8      | 8      | 8      | 8      | 8      | 8      | 8      | 8      | 8      | 8      | 8      | 8      | 8      |        |        |        |        |        |
| Sezon 2004/2005                                                               |             |              |              |           |           |              |           |           |         |               |                  |                  |           |            |               |               |          |          |               |               |            |            |           |               |               |               |           |           |          |        |        |        |        |        |        |        |        |        |        |        |        |        |        |        |        |        |        |        |        |        |        |        |        |        |        |        |        |        |        |        |        |        |        |        |        |        |        |        |        |
| Rovaniemi                                                                     | Rovaniemi   | Lahti        | Lahti        | Harrachov | Harrachov | Sankt Moritz | Engelberg | Engelberg | Seefeld | Planica       | Planica          | Sapporo          | Sapporo   | Sapporo    | Bischofshofen | Bischofshofen | Lauscha  | Lauscha  | Braunlage     | Braunlage     | Brotterode | Brotterode | Westby    | Westby        | Iron Mountain | Iron Mountain | Vikersund | Vikersund | Zakopane | punkty | punkty | punkty | punkty | punkty | punkty | punkty | punkty | punkty | punkty | punkty | punkty | punkty | punkty | punkty | punkty | punkty | punkty | punkty | punkty | punkty | punkty | punkty | punkty | punkty | punkty | punkty | punkty | punkty | punkty | punkty | punkty | punkty | punkty | punkty | punkty | punkty | punkty | punkty | punkty |
| -                                                                             | -           | -            | -            | -         | -         | 58           | -         | -         | dq      | -             | -                | -                | -         | -          | 70            | 62            | 56       | 55       | 49            | 48            | 54         | 74         | -         | -             | -             | -             | -         | -         | -        | 0      | 0      | 0      | 0      | 0      | 0      | 0      | 0      | 0      | 0      | 0      | 0      | 0      | 0      | 0      | 0      | 0      | 0      | 0      | 0      | 0      | 0      | 0      | 0      | 0      | 0      | 0      | 0      | 0      | 0      | 0      | 0      | 0      | 0      | 0      | 0      | 0      | 0      | 0      | 0      |
| Sezon 2005/2006                                                               |             |              |              |           |           |              |           |           |         |               |                  |                  |           |            |               |               |          |          |               |               |            |            |           |               |               |               |           |           |          |        |        |        |        |        |        |        |        |        |        |        |        |        |        |        |        |        |        |        |        |        |        |        |        |        |        |        |        |        |        |        |        |        |        |        |        |        |        |        |        |
| Rovaniemi                                                                     | Rovaniemi   | Harrachov    | Sankt Moritz | Engelberg | Engelberg | Planica      | Planica   | Sapporo   | Sapporo | Sapporo       | Titisee-Neustadt | Titisee-Neustadt | Braunlage | Braunlage  | Villach       | Villach       | Zakopane | Zakopane | Iron Mountain | Iron Mountain | Brotterode | Vikersund  | Vikersund | Bischofshofen | Bischofshofen | punkty        | punkty    | punkty    | punkty   | punkty | punkty | punkty | punkty | punkty | punkty | punkty | punkty | punkty | punkty | punkty | punkty | punkty | punkty | punkty | punkty | punkty | punkty | punkty | punkty | punkty | punkty | punkty | punkty | punkty | punkty | punkty | punkty | punkty | punkty | punkty | punkty | punkty | punkty | punkty | punkty |        |        |        |        |
| -                                                                             | -           | -            | 57           | -         | -         | -            | -         | -         | -       | -             | -                | -                | 49        | 46         | -             | -             | -        | -        | -             | -             | -          | -          | -         | -             | -             | 0             | 0         | 0         | 0        | 0      | 0      | 0      | 0      | 0      | 0      | 0      | 0      | 0      | 0      | 0      | 0      | 0      | 0      | 0      | 0      | 0      | 0      | 0      | 0      | 0      | 0      | 0      | 0      | 0      | 0      | 0      | 0      | 0      | 0      | 0      | 0      | 0      | 0      | 0      | 0      |        |        |        |        |
| Legenda                                                                       |             |              |              |           |           |              |           |           |         |               |                  |                  |           |            |               |               |          |          |               |               |            |            |           |               |               |               |           |           |          |        |        |        |        |        |        |        |        |        |        |        |        |        |        |        |        |        |        |        |        |        |        |        |        |        |        |        |        |        |        |        |        |        |        |        |        |        |        |        |        |
| 1 2 3 4-10 11-30 poniżej 30 dq – dyskwalifikacja - − zawodnik nie wystartował |             |              |              |           |           |              |           |           |         |               |                  |                  |           |            |               |               |          |          |               |               |            |            |           |               |               |               |           |           |          |        |        |        |        |        |        |        |        |        |        |        |        |        |        |        |        |        |        |        |        |        |        |        |        |        |        |        |        |        |        |        |        |        |        |        |        |        |        |        |        |

## Letni Puchar Kontynentalny

### Miejsca w poszczególnych konkursach Letniego Pucharu Kontynentalnego
| Źródło                                                                        | Źródło  | Źródło | Źródło     | Źródło     | Źródło     | Źródło     | Źródło      | Źródło      | Źródło    | Źródło    | Źródło      | Źródło      | Źródło | Źródło | Źródło | Źródło | Źródło | Źródło | Źródło | Źródło | Źródło | Źródło | Źródło | Źródło | Źródło | Źródło |
| ----------------------------------------------------------------------------- | ------- | ------ | ---------- | ---------- | ---------- | ---------- | ----------- | ----------- | --------- | --------- | ----------- | ----------- | ------ | ------ | ------ | ------ | ------ | ------ | ------ | ------ | ------ | ------ | ------ | ------ | ------ | ------ |
| 2005                                                                          |         |        |            |            |            |            |             |             |           |           |             |             |        |        |        |        |        |        |        |        |        |        |        |        |        |        |
| Velenje                                                                       | Velenje | Kranj  | Einsiedeln | Einsiedeln | Oberstdorf | Oberstdorf | Lillehammer | Lillehammer | Park City | Park City | Lake Placid | Lake Placid | punkty | punkty | punkty | punkty | punkty | punkty | punkty | punkty | punkty |        |        |        |        |        |
| 47                                                                            | 35      | 45     | 37         | 48         | 56         | 58         | -           | -           | -         | -         | -           | -           | 0      | 0      | 0      | 0      | 0      | 0      | 0      | 0      | 0      |        |        |        |        |        |
| Legenda                                                                       |         |        |            |            |            |            |             |             |           |           |             |             |        |        |        |        |        |        |        |        |        |        |        |        |        |        |
| 1 2 3 4-10 11-30 poniżej 30 dq – dyskwalifikacja - − zawodnik nie wystartował |         |        |            |            |            |            |             |             |           |           |             |             |        |        |        |        |        |        |        |        |        |        |        |        |        |        |

## FIS Cup

### Miejsca w klasyfikacji generalnej
| Sezon     | Miejsce |
| --------- | ------- |
| 2005/2006 | 240.    |
| 2008/2009 | 171.    |

### Miejsca w poszczególnych konkursachFIS Cupu
| Sezon 2005/2006                                                               |                |                     |                     |              |              |            |            |                     |           |           |           |           |          |          |            |            |        |        |         |          |         |        |        |        |        |        |        |        |        |        |        |        |        |        |        |        |        |        |        |        |        |        |        |
| Predazzo                                                                      | Predazzo       | Bischofshofen       | Bischofshofen       | Sankt Moritz | Sankt Moritz | Vikersund  | Vikersund  | Kuopio              | Kuopio    | Seefeld   | Harrachov | Harrachov | Ljubno   | Ljubno   | Courchevel | Courchevel | Zaō    | Zaō    | Sapporo | Zakopane | punkty  | punkty | punkty | punkty | punkty | punkty | punkty | punkty | punkty | punkty | punkty | punkty | punkty | punkty | punkty | punkty | punkty | punkty | punkty | punkty | punkty | punkty | punkty |
| -                                                                             | -              | -                   | -                   | 31           | 24           | -          | -          | -                   | -         | 71        | -         | -         | -        | -        | -          | -          | -      | -      | -       | -        | 7       | 7      | 7      | 7      | 7      | 7      | 7      | 7      | 7      | 7      | 7      | 7      | 7      | 7      | 7      | 7      | 7      | 7      | 7      | 7      | 7      | 7      | 7      |
| Sezon 2008/2009                                                               |                |                     |                     |              |              |            |            |                     |           |           |           |           |          |          |            |            |        |        |         |          |         |        |        |        |        |        |        |        |        |        |        |        |        |        |        |        |        |        |        |        |        |        |        |
| Oberwiesenthal                                                                | Oberwiesenthal | Szczyrbskie Jezioro | Szczyrbskie Jezioro | Predazzo     | Predazzo     | Einsiedeln | Einsiedeln | Szczyrbskie Jezioro | Harrachov | Harrachov | Yabuli    | Lauscha   | Eisenerz | Eisenerz | Notodden   | Notodden   | Ljubno | Ljubno | Zaō     | Zaō      | Sapporo | punkty | punkty | punkty | punkty | punkty | punkty | punkty | punkty | punkty | punkty | punkty | punkty | punkty | punkty | punkty | punkty | punkty | punkty | punkty |        |        |        |
| -                                                                             | -              | -                   | -                   | -            | -            | -          | -          | -                   | -         | -         | 13        | -         | -        | -        | -          | -          | -      | -      | -       | -        | -       | 20     | 20     | 20     | 20     | 20     | 20     | 20     | 20     | 20     | 20     | 20     | 20     | 20     | 20     | 20     | 20     | 20     | 20     | 20     |        |        |        |
| Legenda                                                                       |                |                     |                     |              |              |            |            |                     |           |           |           |           |          |          |            |            |        |        |         |          |         |        |        |        |        |        |        |        |        |        |        |        |        |        |        |        |        |        |        |        |        |        |        |
| 1 2 3 4-10 11-30 poniżej 30 dq – dyskwalifikacja - − zawodnik nie wystartował |                |                     |                     |              |              |            |            |                     |           |           |           |           |          |          |            |            |        |        |         |          |         |        |        |        |        |        |        |        |        |        |        |        |        |        |        |        |        |        |        |        |        |        |        |